# Rebecca Giddens
Rebecca Giddens (Green Bay, Wisconsin, 19 de setembro de 1977) é uma ex-canoísta de slalom norte-americana na modalidade de canoagem.

## Carreira
Foi vencedora da medalha de Prata em Slalom K-1 em Atenas 2004.